# Kelly van der Burg
Kelly van der Burg är en kanadensisk skådespelerska, producent och författare.

## Filmografi[2]
| År   | Titel                                                       | Roll                 | Notering                  |
| ---- | ----------------------------------------------------------- | -------------------- | ------------------------- |
| 2012 | Mail Mo                                                     | Melanie              | Kortfilm                  |
| 2015 | Close Encounters                                            | Laura Sinclair       | TV-serie (1 avsnitt)      |
| 2016 | The Game Warden                                             | Sandy                |                           |
| 2016 | Murdoch Mysteries                                           | Madeline Wellwood    | TV-serie (2 avsnitt)      |
| 2016 | The Rocky Horror Picture Show: Let's Do the Time Warp Again | Betty                | TV-film                   |
| 2017 | Cardinal                                                    | Margo                | TV-serie (3 avsnitt)      |
| 2017 | The Kennedys After Camelot                                  | Mary Jo Kopechne     | TV mini-serie (2 avsnitt) |
| 2017 | His Name Is Willy                                           | Grace                | Kortfilm                  |
| 2017 | Det                                                         | Abigail (uncredited) |                           |
| 2017 | Frankie Drake Mysteries                                     | Lena                 | TV-serie (1 avsnitt)      |
| 2018 | Carter                                                      | Monica Emmory        | TV-serie (1 avsnitt)      |
| 2018 | Trouble in the Garden                                       | Alice                |                           |
| 2018 | The Morning After                                           | Liv                  | Kortfilm                  |
| 2019 | American Hangman                                            | Jean Treblis         |                           |
| 2019 | Det: Kapitel 2                                              | Victorias mamma      |                           |
| 2019 | Body and Bones                                              | Tess Small           |                           |
| 2019 | Hudson & Rex                                                | Katie                | TV-serie (1 avsnitt)      |
| 2020 | Decoys                                                      | Margaret Russell     | TV-serie (6 avsnitt)      |
| 2020 | Ghostwriter                                                 | Young Sofia          | TV-serie (4 avsnitt)      |
| 2020 | Inn for Christmas                                           | Ashley               | TV-film                   |
| 2020 | With Feeling                                                |                      | Kortfilm                  |
| 2021 | Grace                                                       |                      | Kortfilm                  |
| 2021 | Private Eyes                                                | Crystal              | TV-serie (1 avsnitt)      |
| 2021 | Designed with Love                                          | Skye                 |                           |
| 2021 | Defining Moments                                            | Terri                |                           |
| 2022 | Heartland                                                   |                      | TV-serie (1 avsnitt)      |
| 2023 | BlackBerry                                                  | Jasmine              |                           |
| 2023 | Börje – The Journey of a Legend                             | Christine McKenny    | TV-serie (3 avsnitt)      |